# Alcohòlics (pel·lícula)
Alcohòlics (original: Drunks) és una pel·lícula estatunidenca dirigida per Peter Cohn, estrenada el 1995. Ha estat doblada al català.

## Argument
Una reunió d'Alcohòlics Anònims (AA) reuneix un grup dispar de persones que lluiten contra l'addicció a les drogues i licors en aquesta pel·lícula basada en l'obra de Gary Lennon "Blackout". Jim (Richard Lewis) és de mal humor quan va al grup d'AA que es troba al soterrani d'una església a la Ciutat de Nova York; és empès a parlar davant del grup per primera vegada en set mesos, i confessa que desesperadament vol emborratxar-se. Tres anys abans, Jim havia deixat una dècada de dependència en la beguda i l'heroïna per la seva muller, que acabava de morir inesperadament d'un aneurisma. Mentrestant, els altres membres del grup comparteixen les seves pròpies històries sobre els seus problemes amb l'abús de substàncies, incloent-hi Rachel (Dianne Wiest), una metgessa que intenta omplir el buit en la seva vida per la marxa del seu marit i fill; Joseph (Howard Rollins), la conductora borratxa que va deixar el seu fill de cinc anys a l'hospital; Debbie (Parker Posey), una jove que desitjava haver estat Janis Joplin; Shelly (Amanda Plummer), la força de la qual està sent posada a prova per una visita de la seva mare; Becky (Faye Dunnaway), una divorciada que no està segura com gestionarà la pèrdua de la custòdia del seu fill; Brenda (Lisa Gay Hamilton), una antiga junkie seropositiva que robava xeringues a la seva mare diabètica; i Louis (Spalding Gray), que està buscant entrar al cor de l'església, i entra en una oda rapsòdica als plaers de la cervesa que suggereix que té els seus propis problemes amb l'ampolla. Alcohòlics va ser la primera pel·lícula del director/productor Peter Cohn.

## Repartiment
- Richard Lewis: Jim
- Liza Harris: Melanie
- Liam Ahern: Billy
- George Martin: Marty
- Sam Rockwell: Tony
- Amanda Plummer: Shelley
- Kevin Corrigan: Cam
- Fanni Green: Jasmine
- Parker Posey: Debbie
- Dianne Wiest: Rachel
- Billy Dove: Leo
- Julie Halston: Carol
- Faye Dunaway: Becky
- Lisa Gay Hamilton: Brenda
- Calista Flockhart: Helen